# Готвальд, Клемент
Кле́мент Го́твальд (чеш. Klement Gottwald; 23 ноября 1896 года, Вишау, Австро-Венгрия (сейчас Чехия) — 14 марта 1953 года, Прага) — чехословацкий революционер, государственный, политический и партийный деятель. Руководитель Коммунистической партии Чехословакии, премьер-министр и президент Чехословакии.

## Биография
Внебрачный сын бедной крестьянки Марии Готвальдовой. Участник Первой мировой войны (служил в австро-венгерской армии, участник Зборовского сражения).
Первоначально работал столяром-краснодеревщиком. В 1921 году стал одним из основателей Коммунистической партии Чехословакии, в 1921—1926 — редактор партийной газеты и партийный функционер в Словакии, с 1925 — член ЦК партии, в 1926—1929 возглавлял Центральный политический и пропагандистский комитет ЦК КПЧ, в 1929—1948 депутат парламента, в 1929—1945 генеральный секретарь КПЧ, в 1935—1943 секретарь Коминтерна, в 1939—1945 один из лидеров чешского коммунистического сопротивления (в Москве), в 1945—1953 председатель КПЧ, в 1945—1946 вице-премьер, 1946—1948 премьер-министр правительства Чехословакии (правительства Национального фронта), в 1948—1953 Президент Чехословакии.
В феврале 1948 года произошли события, в результате которых к власти пришли коммунисты, а парламент принял через три месяца новую конституцию (так называемую «Конституцию 9 мая»). Президент Бенеш отказался её подписать и ушёл в отставку 7 июня 1948 года (через 3 месяца он умер). 14 июня 1948 года Национальное Собрание избрало Клемента Готвальда Президентом Чехословакии.

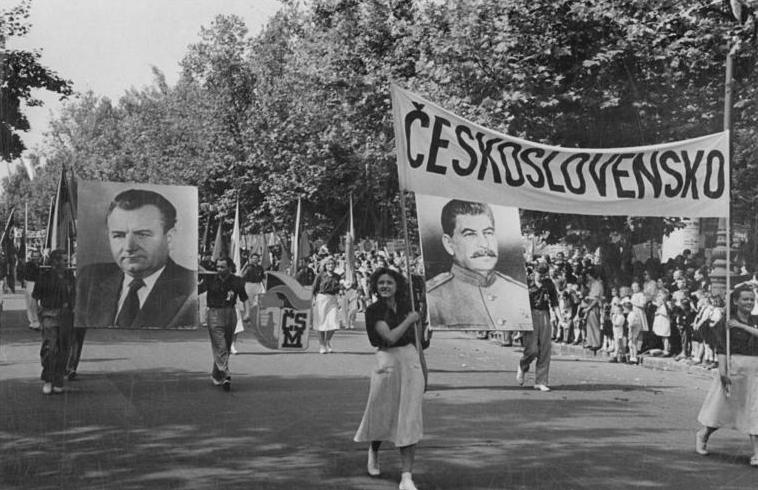
Празднование Международного дня защиты детей 1949 года в Будапеште, Венгрия. На снимке: чехословацкая делегация несёт портреты Готвальда и Сталина.

Последовательный сторонник Сталина, Готвальд возглавил проведение национализации предприятий страны и коллективизации сельского хозяйства.
Поскольку среди членов правительства были противники союза с Советским Союзом, Готвальд устранил их от власти: сначала некоммунистов, а позднее и ряд высших членов Коммунистической партии, среди которых были генеральный секретарь ЦК КПЧ Рудольф Сланский, министр иностранных дел Владимир Клементис и руководитель Словакии Густав Гусак (последний пережил репрессии и позже возглавил КПЧ).
Ближайшим сподвижником Готвальда был его зять Алексей Чепичка, член Политбюро, министр юстиции (1948—1950), министр обороны (1950—1956). Ключевыми фигурами в окружении Готвальда являлись также Вацлав Носек (министр внутренних дел до начала 1950-х, главный силовик партии) и Вацлав Копецкий (министр информации до середины 1950-х, главный идеолог партии). В последние годы силовой опорой правящей группы являлось министерство национальной безопасности Чехословакии.
12 марта 1953 года Клемент Готвальд вернулся из Москвы с похорон Сталина, жалуясь на простуду. Через два дня он умер от разрыва аорты, спровоцированного многолетним злоупотреблением алкоголем и некачественно вылеченным в молодости сифилисом.
Его преемником в качестве президента страны стал Антонин Запотоцкий, в 1948—1953 премьер-министр.

## Мавзолей
Тело Готвальда было забальзамировано и выставлено на всеобщее обозрение в мавзолее у Национального памятника на пражском холме Витков. Однако бальзамирование не удалось, вызвав предположение, что в Москве Готвальд был отравлен после того, как увидев Сталина в гробу, он усомнился в естественных причинах смерти Сталина (труп отравленного человека качественно забальзамировать невозможно). К началу 1960-х годов стало окончательно ясно, что тело Готвальда неотвратимо разлагается. В тот период началась, по советскому примеру, критика «культа личности» Готвальда. В итоге мавзолей был закрыт в 1962 году, а после его закрытия труп бывшего президента Чехословакии был предан кремации. Затем пепел Клемента Готвальда был перемещён в памятник на холме Витков недалеко от Праги.

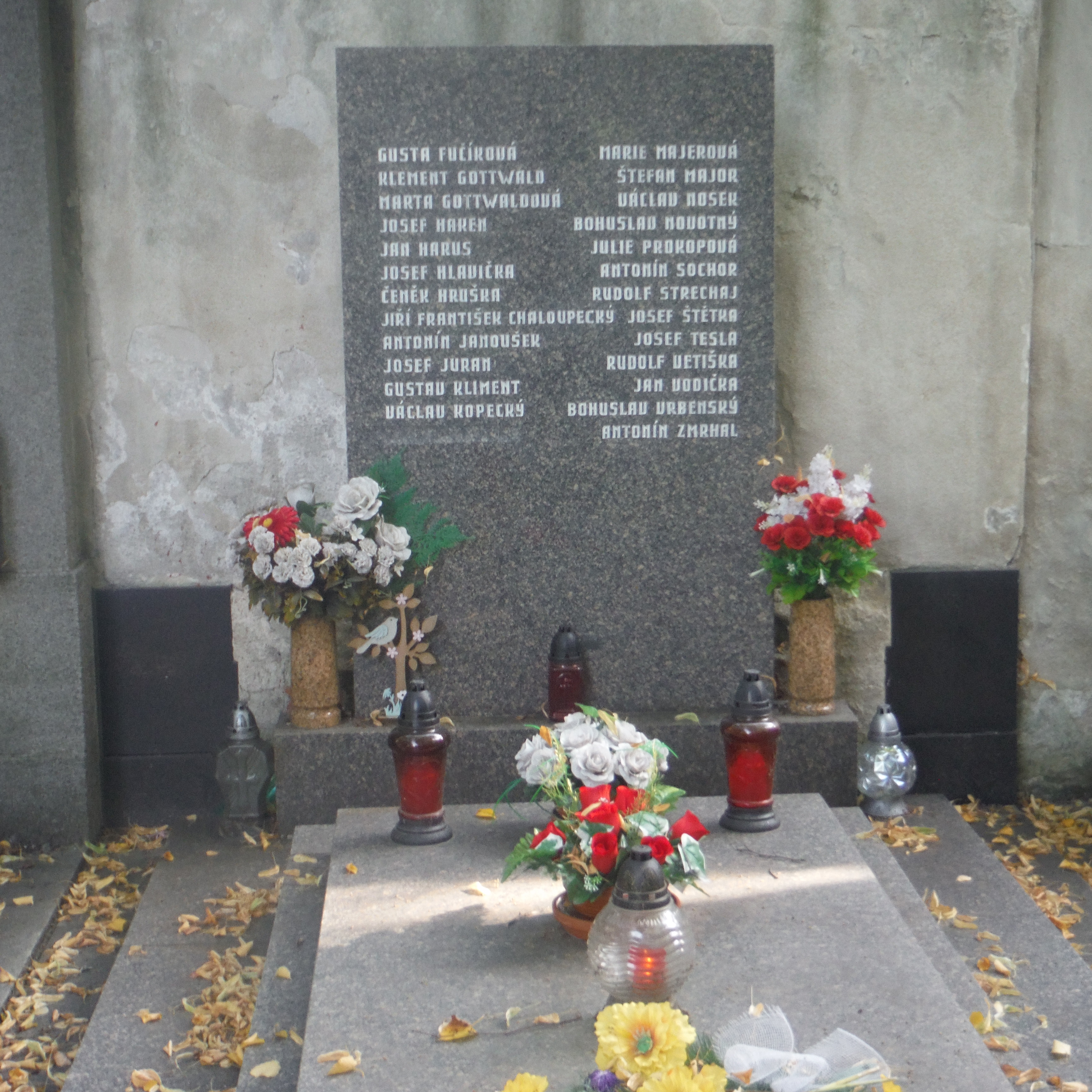
Могила Готвальда на Ольшанском кладбище

После окончания коммунистического периода прах Готвальда был вывезен из здания памятника (в 1990 году) и помещен в общую могилу №137 на пражском Ольшанском кладбище вместе с прахом еще около 20 других коммунистических лидеров, прах которых также первоначально был помещен в здание памятника. Коммунистическая партия Чехии и Моравии поддерживает состояние общей могилы.

## Семья
Имел единственную дочь Марту (1920—1998) — историка по специальности (МГУ, 1940, канд. и.н., 1945); впоследствии она стала журналисткой и партийным деятелем. Вела активную социальную жизнь, имела несколько бурных романов, родила троих дочерей — первую от югославского коммуниста Джурджева, двух других — в браке с министром Алексеем Чепичкой, ближайшим доверенным лицом К. Готвальда.

## Награды
- Кавалер Большого креста ордена Возрождения Польши (1947)[7];
- Кавалер ордена Строительства социалистической Родины (1953)[8].

## Память

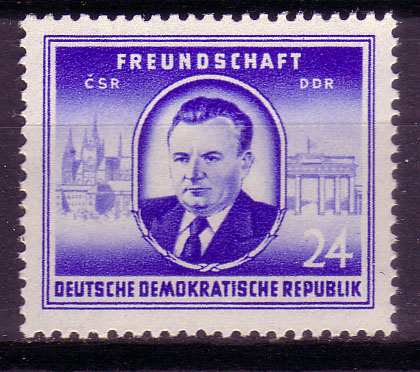
Клемент Готвальд на марке ГДР. 1952 год.

### Населённые пункты
- В 1949—1990 гг. город Злин в Чехословакии носил имя Готвальдов;
- В 1976—1990 годах город Змиёв в Харьковской области Украинской ССР назывался Готвальд
- В Воронежской области существовал колхоз им. Готвальда (ныне Подгорное)

### Улицы
- В 1966 году в Москве именем Готвальда была названа улица, образованная из 3-й Миусской улицы и 3-го Тверского переулка. В 1992 году переименована в улицу Чаянова;
- Имя К. Готвальда увековечено в названии одной из улиц города Екатеринбурга;
- Улица Клемента Готвальда в городе Подольске Московской области;
- На Украине в городе Горловке Донецкой области одна из улиц носит имя К. Готвальда;
- В г. Ставрополе есть проезд Готвальда;
- В г. Миассе Челябинской области есть улица Готвальда;
- На Украине в городе Ужгород была улица Готвальда.
- В городе Павловск Воронежской области есть улица Готвальда;
- В городе Первомайск Николаевская область Украина;
- В г. Новохоперск Воронежской области есть улица К. Готвальда;
- В городе Ростове-на-Дону есть переулок Готвальда;
- В городе Владимир была улица Готвальда, позже переименована в ул. Н.Дуброва.
- Имя Готвальда носят улицы в ряде городов восточной части Германии

### Прочее
- В 1951 г. Чехословакия выпустила памятную монету номиналом в 100 крон с портретом Клемента Готвальда. Официально монета была посвящена 30-летию Коммунистической партии. Вес монеты 14,00 г, проба серебра 500.
- В 1989 году Государственным банком Чехословакии выпущена банкнота 100 крон с изображением Клемента Готвальда.
- В 1961 году в городе Комарно (ЧССР) по заказу Советского Союза был построен теплоход проекта 26-37 «Клемент Готвальд» (ныне — «Родная Русь»).
- Во время Гражданской войны в Испании чешская интербатарея носила имя Готвальда (фото).
- Дважды в кино его играл Йиржи Догнал («Предостережение», 1953 и «Танковая бригада», 1955).
- Дважды в кино его играл Мирослав Зоунар («Двадцать девятый», 1974 и «Поэма о совести», 1979).
- В фильме «Соколово» (1974) и киноэпопее «Солдаты свободы» (1977) роль К. Готвальда сыграл Богуш Пасторек.
- В Праге существовал[когда?] Музей К. Готвальда.
- В г. Новохопёрске Воронежской обл. числятся памятники архитектуры «Дом, в котором жил К. Готвальд» (ул. Дзержинского, 13) и «Дом, в котором находился штаб 1-й чехослов. Бригады» 1943 г. (ныне — здание Новохопёрского краеведческого музея, ул. Дзержинского, 7).
- До 15 мая 2017 года Готвальд считался почётным гражданином города Ческе-Будеёвице[9]
- Клемент Готвальд до 1989 являлся почётным гражданином чешского города Ланшкроуна[10].
- С 1971 года по 1992 год имя Клемента Готвальда носил Подольский кабельный завод[11].
- Имя «Клемент Готвальд» носил[когда?] танкер Латвийского Морского Пароходства.
- До 1990 года станция пражского метрополитена «Vyšehrad» именовалась «Gottwaldova».